# Barchi
Barchi est une commune italienne d'environ 1 000 habitants située dans la province de Pesaro et Urbino, dans la région Marches, en Italie centrale.

## Administration
| Période                                  | Période | Identité | Étiquette | Qualité |
| ---------------------------------------- | ------- | -------- | --------- | ------- |
|                                          |         |          |           |         |
| Les données manquantes sont à compléter. |         |          |           |         |

### Communes limitrophes
Fratte Rosa, Mondavio, Orciano di Pesaro, Sant'Ippolito.